# Crítica literària
La crítica literària (del grec, kríno, jutjar) és la valoració sobre un llibre o article mitjançant un escrit argumentatiu publicat en un mitjà de comunicació o en revistes especialitzades. El crític recomana la lectura o no, en diu els punts més importants a tenir en compte, guia la interpretació del lector i contextualitza l'obra.
Pot ser científica o impressionista, amb moltes variants dins cada corrent. La primera s'inscriu en una escola, com l'estructuralisme o la desconstrucció. Per tant, adapta els mètodes i presupòsits d'una teoria literària concreta a la valoració d'una obra actual per decidir què té de literària i de qualitat. La segona, en canvi, defensa la subjectivitat, escriu sobre les sensacions que ha tingut el crític en llegir el llibre i si el públic sintonitza amb els tarannà d'aquella persona, ho considerarà un criteri suficient. És també la crítica espontània que fan els no professionals.
També es pot diferenciar entre crítica acadèmica i d'actualitat (cadascuna d'elles pot ser impressionista o científica). La crítica acadèmica és tasca dels estudiosos de la filologia, té un públic entès que coneix prèviament l'obra (o en té referències), actua sobre el detall, té en compte la bibliografia existent i usa un llenguatge tècnic. Per contra, les ressenyes d'actualitat solen ser més breus, estar lligades als mitjans de comunicació i pretenen crear una opinió sobre obres encara no sancionades per les institucions, de manera que actuen com a intermediaris entre una novetat i els lectors potencials.
La crítica pot fixar-se en qualsevol dels elements del procés comunicatiu que suposa una obra literària: pot focalitzar-se en l'autor (i llavors estudia el context social, el moviment literari al qual pertany o les traces biogràfiques que es detecten a l'escrit); pot centrar-se en el text (com el formalisme rus o l'estilística) o pot estudiar les interpretacions que en fan diferents lectors, segons el context de recepció.